# احمد دادا
احمد دادا (انگلیسی: Ahmed Mohammed Al Mahri؛ زادهٔ ۱۰ ژوئن ۱۹۸۸) یک بازیکن فوتبال اهل امارات متحده عربی است.
از باشگاه‌هایی که در آن بازی کرده‌است می‌توان به باشگاه ورزشی بنی یاس، تیم ملی فوتبال امارات متحده عربی، و باشگاه الجزیره امارات اشاره کرد.
وی همچنین در تیم ملی فوتبال United Arab Emirates بازی کرده است.